# Arnognathus
Arnognathus es un género extinto de sinápsido terápsido.

## Descubrimiento
Una mandíbula de Arnognathus fue descubierta por Robert Broom en 1905, durante excavaciones en la zona de Karoo, en Sudáfrica. Los restos fueron hallados en formaciones del Triásico Inferior.